# Dewevrea
Dewevrea é um género botânico pertencente à família Fabaceae.